# Sigrid Mutscheller
Sigrid Mutscheller (nacida como Sigrid Lang, Hauzenberg, RFA, 12 de febrero de 1976) es una deportista alemana que compitió en triatlón. Ganó diez medallas en el Campeonato Mundial de Triatlón de Invierno entre los años 1998 y 2008, y diez medallas en el Campeonato Europeo de Triatlón de Invierno entre los años 1998 y 2008.

## Palmarés internacional
| Campeonato Mundial | Campeonato Mundial          | Campeonato Mundial | Campeonato Mundial |
| Año                | Lugar                       | Medalla            | Prueba             |
| ------------------ | --------------------------- | ------------------ | ------------------ |
| 1998               | Les Menuires (Francia)      | Medalla de plata   | Individual         |
| 2000               | Jaca (España)               | Medalla de bronce  | Individual         |
| 2001               | Lenzerheide (Suiza)         | Medalla de oro     | Individual         |
| 2002               | Brusson (Italia)            | Medalla de plata   | Individual         |
| 2003               | Oberstaufen (Alemania)      | Medalla de plata   | Individual         |
| 2004               | Wildhaus (Suiza)            | Medalla de oro     | Individual         |
| 2005               | Štrbské Pleso (Eslovaquia)  | Medalla de oro     | Individual         |
| 2006               | Sjusjøen (Noruega)          | Medalla de oro     | Individual         |
| 2007               | Saint-Oyen (Italia)         | Medalla de oro     | Individual         |
| 2008               | Freudenstadt (Alemania)     | Medalla de oro     | Individual         |
| Campeonato Europeo |                             |                    |                    |
| Año                | Lugar                       | Medalla            | Prueba             |
| 1998               | Malles Venosta (Italia)     | Medalla de bronce  | Individual         |
| 2000               | Donovaly (Eslovaquia)       | Medalla de oro     | Individual         |
| 2001               | Lago Achen (Austria)        | Medalla de plata   | Individual         |
| 2002               | Lago Achen (Austria)        | Medalla de oro     | Individual         |
| 2003               | Donovaly (Eslovaquia)       | Medalla de plata   | Individual         |
| 2004               | Wildhaus (Suiza)            | Medalla de oro     | Individual         |
| 2005               | Freudenstadt (Alemania)     | Medalla de oro     | Individual         |
| 2006               | Schilpario (Italia)         | Medalla de oro     | Individual         |
| 2007               | Triesenberg (Liechtenstein) | Medalla de oro     | Individual         |
| 2008               | Gaishorn am See (Austria)   | Medalla de oro     | Individual         |